# Cesare Gherardi
Cesare Gherardi (né en 1577 à Fossato, dans la province de Pérouse en Ombrie, alors dans les États pontificaux, et mort le 30 septembre 1623 à Rome) est un cardinal italien du XVIIe siècle.

## Biographie
Cesare Gherardi est professeur de droit à Pérouse et à Fermo, et exerce des fonctions au Tribunal suprême de la Signature apostolique. 
Le pape Paul V le crée cardinal lors du consistoire du 11 janvier 1621. 
Le cardinal Gherardi est nommé évêque de Camerino en 1622 et est consacré le 22 mai de la même année par Scipione Caffarelli-Borghese avec comme co-consécrateurs Raffaele Inviziati et Cesare Ventimiglia (en). Il participe au conclave de 1621, lors duquel le pape Grégoire XV est élu et à celui de 1623 (élection d'Urbain III).